# Katusice
Katusice település Csehországban, a Mladá Boleslav-i járásban. Katusice Bělá pod Bezdězem, Bukovno, Krásná Ves, Plužná, Sudoměř, Vrátno, Kováň, Březovice, Nosálov, Lobeč és Kluky településekkel határos. Lakosainak száma 831 fő (2024. január 1.).

## Népesség
A település lakosságának változását az alábbi diagram mutatja:
| Lakosok száma | 1016 | 1145 | 1283 | 873  | 806  | 796  | 806  | 824  | 838  | 831  |
|               | 1869 | 1890 | 1921 | 1950 | 1980 | 2001 | 2017 | 2019 | 2022 | 2024 |